# Qacha's Nek (distrikt)
Qacha's Nek är ett distrikt i Lesotho. Det ligger i den sydöstra delen av landet, 140 km sydost om huvudstaden Maseru. Antalet invånare är 71 876. Arean är 4 075 kvadratkilometer. Qacha's Nek gränsar till Quthing, Mohale's Hoek District, Thaba-Tseka, KwaZulu-Natal och Östra Kapprovinsen. 
Terrängen i Qacha's Nek är bergig åt nordväst, men åt sydost är den kuperad.
Qacha's Nek delas in i:
- Patlong Community
- Khomo-Phatšoa Community
- Letloepe Community
- Maseepho Community
- Ramatseliso Community
- Ratsoleli Community
- Thaba-Litšoene Community
- Mosenekeng Community
- Thaba-Khubelu Community
- White Hill Community

Följande samhällen finns i Qacha's Nek:
- Qacha's Nek